# Marjan Ažnik
Marjan Ažnik, slovenski agronom, * 7. februar 1927, Ljubljana, † 31. julij 2010, Ljubljana.
Po diplomi 1954 na ljubljanski Agronomsko-gozdarski fakulteti se je prav tam zaposlil. Strokovno se je izpopolnjeval v Švici (1963). Leta 1966 doktoriral na Biotehniški fakulteti v Ljubljani in ostal tam zaposlen, od 1980 kot znanstveni svetnik. Sodeloval je pri pedološkem kartiranju Slovenije. V raziskovalnem delu je posebno pozornost posvetil prehranjevanju sadnega drevja.